# Multilateralismo
Multilateralismo es un término usado en relaciones internacionales para referirse a la actividad conjunta de varios países sobre una cuestión determinada.
Organizaciones internacionales, tales como la OMS y la ONU, son multilaterales por su naturaleza. Los proponentes principales del multilateralismo han sido históricamente poderes intermedios, como Australia, Canadá, Japón, Suiza, los países nórdicos, Argentina, Brasil y la UE. Los países más poderosos típicamente actúan de manera unilateral, mientras que los países más pequeños tienen poco poder directo en las relaciones internacionales aparte de su participación en la ONU.
El multilateralismo puede involucrar a varios países actuando juntos o involucrar a alianzas regionales.

## El multilateralismo eficaz
Si la doctrina neoconservadora más moderada abogaba por un bilateralismo ampliado, donde los Estados Unidos consultaran con sus principales socios en el marco de relaciones mutuas omnicomprensivas, donde los acuerdos a adoptar tuvieran como límite la eficacia, esto es, el no abandono de los objetivos esenciales de la estrategia originaria, la Unión Europea defiende un multilateralismo estructurado. Esto implica la existencia y, más allá, el fortalecimiento de instituciones internacionales de gobernanza mundial, donde los Estados y las organizaciones internacionales cooperen entre sí y con la sociedad civil para poner en común sus estrategias. Esta cooperación institucionalizada o estructurada debería cristalizar en un conjunto normativo universal por bloques que resulte vinculante y -en este punto se despega de otros discursos similares- cuyo cumplimiento venga supervisado y garantizado por esas mismas instituciones, donde los estados estarían representados y de manera conjunta conformarían la voluntad de aquellas.
La Estrategia Europea de Seguridad parte pues de la construcción doctrinal de la soberanía compartida, tan propiamente europea, si bien y por razones obvias la limita y la adapta al marco intergubernamental de la sociedad internacional imperante. Ahora bien, la Estrategia aclara también que no se trata en ningún caso, o al menos no primordialmente, de crear nuevas instituciones adaptadas a los intereses europeos, sino de reforzar, y si es preciso reformar, la capacidad de las ya existentes; de lo contrario se estaría eludiendo el elemento esencial de buen funcionamiento de esta nueva estrategia, a saber, el concurso y la participación de terceros países en la construcción de este nuevos escenario.

## La polaridad
La expresión mundo multipolar particularmente designa y caracteriza el tipo actual de sistema internacional, en oposición al mundo bipolar o de la Guerra Fría, este último destacando y potenciando la oposición entre los Estados Unidos y la Unión Soviética como las únicas y verdaderas superpotencias mundiales de la segunda mitad del siglo XX. Así, en el rango de potencias con notoria visibilidad internacional desde la era post-Guerra Fría, continúa sobresaliendo Estados Unidos, aunque la lista se alarga además con la Unión Europea, China, Japón, India y Rusia.
Cuando son consideradas regiones segmentadas, es posible encontrar correlaciones de fuerza más típicamente tripolares, como por ejemplo en Asia Oriental, en donde lideran China, Rusia, y Japón. Europa por su parte ha vuelto a una situación multipolar, presentando en Europa Occidental tres grandes centros de poder: el Reino Unido, la Unión Europea (encabezada de facto por Francia y Alemania); además de Rusia en Europa Oriental. También predominan sistemas multipolares en el continente africano, así como en Asia y en Oriente Medio. En este sentido, el mundo multipolar tiene como principales emergentes a los países que integran el BRICS, que tienen un importante liderazgo regional en sus respectivos continentes. Aunque estos países están produciendo importantes impactos regionales, muchos de países que también pelean por el liderazgo regional les impiden tener el poder absoluto, como por ejemplo Pakistán, en Asia, se encuentra en contra del liderazgo de India.
En el aspecto financiero, los países BRICS, destacadamente Rusia y China, han buscado alternativas a la hegemónica dólar estadounidense para realizar sus transacciones económicas y financieras internacionales. Incluso países fuertemente aliados de Estados Unidos, como Reino Unido, alguna vez han expresado preocupación por utilizar la moneda estadounidense como única moneda de reserva.

## Enlace exterior
- El nuevo multilateralismo

- Datos: Q1413574